# Felix Kuetgens
Felix Kuetgens (né le 16 avril 1890 à Aix-la-Chapelle et mort le 8 février 1976 dans la même ville) est directeur des musées de la ville d'Aix-la-Chapelle de 1923 à 1955.

## Biographie
Diplômé du lycée Schiller de Cologne (de), Felix Kuetgens étudie l'histoire de l'art à la fois à l'Université de Bonn avec Paul Clemen et à l'Université de Berlin avec Adolph Goldschmidt. Son mémoire de fin d'études sur Parmigianino est jugé très bon.
En 1920, Kuetgens obtient le poste d'assistant du directeur des musées de la ville d'Aix-la-Chapelle, Hermann Schweitzer (de), et en 1923 il prend la direction de cette institution. Alors que Schweitzer s'intéresse principalement à la collection de sculptures, Kuetgens, en tant qu'herméneutique, se tourne vers la galerie de peintures.
En 1924, avec le directeur des archives Albert Huyskens (de), Kuetgens est chargé d'organiser l'exposition Mille ans de Rhénanie appartenant au Reich de mai à septembre 1925 dans la Salle de l'Empereur de l'hôtel de ville d'Aix-la-Chapelle. L'accent principal de cette exposition est l'importance de la ville d'Aix-la-Chapelle dans l'histoire de l'Empire allemand. Les œuvres d'art comprennent la pièce maîtresse de Dietrich von Rath, une miniature de la fontaine du marché d'Aix-la-Chapelle (de), que Kuetgens a acquise pour le musée Suermondt.
En 1925, lors de l'exposition du millénaire d'Aix-la-Chapelle, Kuetgens dirige les départements d'orfèvrerie d'Aix-la-Chapelle avec Gustav Grimme, le père de l'historien d'art d'Aix-la-Chapelle Ernst Günther Grimme (de), et l'exposition d'architecture et d'arts décoratifs. A l'occasion du 50e anniversaire de l'Association des musées d'Aix-la-Chapelle en 1927/28, il rend hommage au peintre Jean Baptiste Bastiné avec une monographie et une exposition hommage. En 1928, Kuetgens modernise le CHIO d'Aix-la-Chapelle avec une exposition spéciale dans laquelle il présente 75 peintures et graphiques d'une vingtaine d'artistes sous la devise cheval et cavalier, cheval et calèche dans de multiples performances sportives. En tant que directeur de musée, il est également rédacteur en chef de l'Aachener Kunstblätter (AKB).
L'une des réalisations particulières de Kuetgens est la fondation du musée Couven dans la maison Fey (de) am Seilgraben, qui est acquise par la ville d'Aix-la-Chapelle en 1925 et construite par Jakob Couven (de), à laquelle il fait également construire la maison de jardin Nuellens (de), construite par Johann Joseph Couven. Ce musée présente la culture domestique aixoise-liégeoise des XVIIIe et XIXe siècles. Après sa destruction pendant la Seconde Guerre mondiale, Kuetgens fonde le musée Couven pour la deuxième fois en 1958, cette fois dans la maison Monheim am Hühnerdieb (de), également un bâtiment de Couven. L'inventaire comprend des œuvres de Petrus Nicolaas Gagini (de), Bastiné et Billotte (de), entre autres.
Au début de la Seconde Guerre mondiale, Kuetgens veille personnellement à ce que les œuvres d'art d'Aix-la-Chapelle soient transférées dans des endroits sûrs. Après l'occupation allemande de la France en 1940, il est nommé administrateur principal en temps de guerre pour le département de protection de l'art du commandant militaire en France et chargé de protéger les œuvres d'art existantes et déposées à Paris et de les protéger contre tout accès non autorisé. À Aix-la-Chapelle même, Kuetgens est désigné le 11 septembre 1944 pour représenter l'administration de la ville absente. Le maire sortant Quirin Jansen (de) l'autorise à mettre en place une administration provisoire en tant qu'administrateur d'urgence sous la direction du commandant de la ville Gerhard von Schwerin. Il s'agit de prendre soin des quelque 30 000 habitants restés après l'évacuation ordonnée d'Aix-la-Chapelle et qui ne sont pas transportables ou volontaires, ainsi que de l'infrastructure et de remettre l'administration d'Aix-la-Chapelle aux Alliés en cas de situation militaire désespérée, Kuetgens est nommé parce que, en tant que membre plus âgé des autorités, il ne s'est pas manifesté politiquement et a la confiance du public. Cependant, à peine quatre jours plus tard, lui et son équipe sont démis de leurs fonctions par le chef d'arrondissement Eduard Schmeer
Son activité de directeur du musée Suermondt s'acheve en 1955 par l'exposition Le XVIIe siècle avec des peintures flamandes et hollandaises d'une collection privée à Aix-la-Chapelle. Pendant tout son mandat, Kuetgens joue un rôle déterminant dans la promotion de la présentation des œuvres d'art dans les musées et de leur publication. Après avoir quitté ses fonctions, il est élu président de la Société d'histoire d'Aix-la-Chapelle de 1955 à 1962. Kuetgens est membre honoraire de l'Association des musées d'Aix-la-Chapelle pour ses divers services. De plus, Kuetgens est membre du Club du Casino d'Aix-la-Chapelle (de) depuis 1923 et est membre de son conseil d'administration dans les années 1960.
En 1956, il reçoit la Croix du Mérite de 1re classe de la République fédérale d'Allemagne.
Felix Kuetgens trouve sa dernière demeure dans la crypte familiale du cimetière d'Aix-la-Chapelle.

## Publications (sélection)
- Bericht über die Tätigkeit der städtischen Museen. Aachener Kunstblätter (AKB) 11 (1924), S. 5–22.
- Bericht über die Tätigkeit des Museumsvereins. AKB 11 (1924), S. 23–30.
- mit O. E. Mayer: Bericht über die Tätigkeit der städtischen Museen in den Jahren 1924 und 1925. AKB 12/13 (1926), S. 5–22.
- Bericht über die Tätigkeit des Museums-Vereins. AKB 12/13 (1926), S. 23–27.
- Bastiné Gedächtnisausstellung. 10. April bis 31. Mai 1927. Victor und Mindel, Aachen 1927.
- Johann Baptist Joseph Bastiné. Der vergessene Schüler Davids und erste Lehrer Alfred Rethels. Aachen 1928.
- Bericht über die Tätigkeit der städtischen Museen im Verwaltungsjahr 1926 (1. April 1926 bis 31. März 1927). AKB 14 (1928), S. 19–31.
- Bericht über die Tätigkeit des Museumsvereins. AKB 14 (1928), S. 31–36.
- Die Wiederherstellungsarbeiten an den Rethelfresken im Kaisersaal des Rathauses. In: Zeitschrift für Rheinische Heimatpflege (ZfRH) 2 (1930/31), S. 13–17.
- Bericht über die Tätigkeit der städtischen Museen in den Jahren 1927 bis 1930. AKB 15 (1931), S. 13–36.
- Bericht über die Tätigkeit des Museumsvereins. AKB 15 (1931), S. 37–39.
- Städtisches Suermondt-Museum Aachen. Gemäldekatalog. Aachen 1932.
- mit C. E. Köhne: Die zwölf Kunstwerke des Jahres 1936 im städtischen Suermondt-Museum zu Aachen. AKB, 1936, 3. Sonderheft.
- mit C. E. Köhne: Die zwölf Kunstwerke des Jahres 1937 im städtischen Suermondt-Museum zu Aachen. AKB, 1937, 4. Sonderheft.
- mit C. E. Köhne: Die zwölf Kunstwerke des Jahres 1938 im städtischen Suermondt-Museum zu Aachen. AKB, 1938, 5. Sonderheft.
- Die Karlsfresken von Alfred Rethel nebst der farbigen Wiedergabe der acht Wandgemälde im Kaisersaal des Rathauses zu Aachen, Verlag Meister der Farbe, Leipzig 1941.
- Aachen zum Jahre 1951, Rheinischer Verein für Denkmalpflege und Heimatschutz, Jahrgang 1951, S. 81ff.
- Das alte Couven-Museum. AKB 16 (1957), S. 7–10.
- Das neue Couven-Museum. AKB 17/18 (1958/59), S. 17–24.
- Heinz Heinrichs (de). AKB 17/18 (1958/59), S. 84–85.
- Schenkungen. AKB 17/18 (1958/59), S. 101–102.
- Zum 100. Geburtstag von Professor August von Brandis. AKB 19/20 (1960/61), S. 131–132.
- Edwin Suermondt – Heinrich Nauen. AKB 22 (1961), S. 83–86.
- Ein Geschenk Napoleons in Aachener Familienbesitz. In: Zeitschrift des Aachener Geschichtsvereins (ZAGV) 77 (1965), S. 105–109.